# NGC 913
NGC 913 je galaksija u zviježđu Andromeda.

## Vanjske poveznice
- SEDS: NGC 913